# 貝瓜山

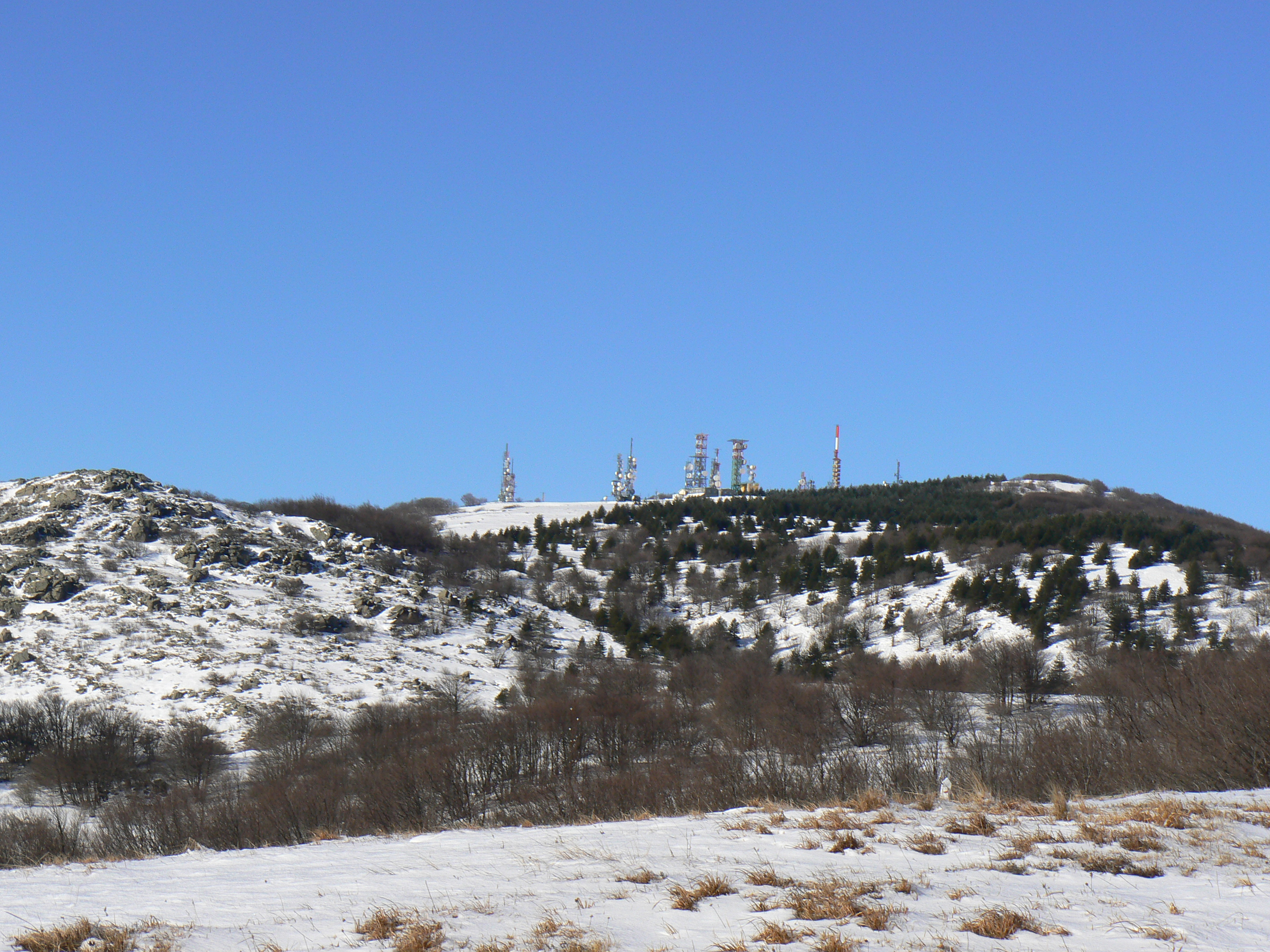

44°26′0″N 8°33′55″E / 44.43333°N 8.56528°E
貝瓜山（義大利語：Monte Beigua），是意大利的山峰，位於該國西北部，由薩沃納省負責管轄，屬於利古雷亞平寧山脈的一部分，海拔高度1,286米，每年平均降雨量1,349毫米。